# Chiesa di San Giovanni Battista (Briana)
La chiesa di San Giovanni Battista è la parrocchiale di Briana, frazione di Noale, in città metropolitana di Venezia e diocesi di Treviso; fa parte del vicariato di Noale.

## Storia
Di una chiesa in Briana si parla dal 1152. E in quel tempo il vescovo di Treviso Bonifacio pose la prima pietra in una località denominata Villanova. La si vuole intitolata a san Tommaso di Canterbury fino alla prima metà del XV secolo, poi assumerà il titolo di san Giovanni Battista.
La parrocchiale di San Giovanni Battista fu costruita fra il XV e il XVI secolo al posto di una precedentemente cappella divenuta troppo angusta a causa della crescente popolazione. 
Nel 1754 fu danneggiata da un terremoto e venne quindi rifatta assumendo l'aspetto attuale.
Nel 1777 il vescovo di Treviso Paolo Francesco Giustinian (1750-1787) consacrò la chiesa. Un'epigrafe marmorea ne ricorda l'avvenimento. Nel 1977, il parroco don Mario Carniel celebrò il secondo secolo di consacrazione con solenne cerimonia e appose una lapide a memoria futura.
Don Jacopo Brisotto, parroco dal 1845 al 1885, viene ricordato quale promotore di una ristrutturazione globale della chiesa, in quanto in precarie condizioni statiche e con la facciata da rifare ex novo. Si adoperò incessantemente al restauro con reperimento di notevoli risorse economiche fra i parrocchiani e generosi benefattori.

## Interno
L'interno è costituito da un'unica navata con cinque altari: l'altar maggiore dedicato al patrono con una pala del Cinquecento raffigurante il Battesimo di Gesù Cristo, e i quattro laterali intitolati rispettivamente al Sacro Cuore di Gesù, alla Madonna del Rosario e, gli ultimi due a San Giuseppe con Sant'Apollonia e sant'Antonio e a San Giovanni Bosco. Nell'abside è collocato l'organo Mascioni del 1940. All'interno della chiesa vengono inoltre custoditi i palii vinti dalla contrada del paese, detta, non a caso, San Giovanni.

## Campanile
Accanto alla chiesa si trova l'attuale campanile, edificato nel 1871 (la data è incisa sulla trave della porta d'ingresso). in precedenza quello abbattuto si ergeva a ridosso della chiesa ed era ormai diventato un pericolo incombente per la precaria staticità. Del vecchio campanile si ha notizia dal 1662 in quanto nell'archivio parrocchiale in un documento si legge di una spesa per pagare il campanaro.
Circa l'inserimento di un orologio si ha notizia dal 1828, nel vecchio campanile,  poi sostituito da un nuovo meccanismo sul nuovo campanile.
Nel 1972 viene sostituito con un orologio elettrico e automatizzato. Ed il parroco don Mario Carniel (1980) farà aggiungere il motivo dell" Ave Maria" mediante un sistema automatico elettronico, suonato ogni giorno alle ore dieci del mattino.